# Ровере-Веронезе
Ровере-Веронезе (итал. Roveré Veronese) — коммуна в Италии, располагается в провинции Верона области Венеция.
Население составляет  2 089 человек (30-6-2018), плотность населения составляет 57,15 чел./км². Занимает площадь 36,55  км². Почтовый индекс — 37028. Телефонный код — 045.
Покровителем коммуны почитается святитель Николай Мирликийский, чудотворец, празднование 6 декабря.

## Демография
Динамика населения:

## Администрация коммуны
- Официальный сайт: http://www.baldolessinia.it/rovere/index.html Архивная копия от 7 марта 2016 на Wayback Machine

## Примечание
1. ↑  Statistiche demografiche ISTAT. demo.istat.it. Дата обращения: 15 декабря 2019. Архивировано из оригинала 14 января 2018 года.